# Дея (река, впадает в Акбашский канал)
Де́я (кабард.-черк. Дея) — река в республике Кабардино-Балкария. Протекает через территорию Терского района. В настоящее время большая часть естественного русла реки превращена в канал. Длина реки составляет 21 км, площадь водосборного бассейна — 36,8 км². Впадает в Акбашский канал на его 3,5 км левого берега.

## География
Река Дея берёт своё начало к северу от села Плановское, в виде родникового ручья и протекает по западной части Терского района. Раньше река напрямую впадала в реку Терек. Однако со строительством Акбашского канала, устьем реки сместилась к месту впадения реки Дея в Акбашский канал.

## Данные водного реестра
По данным государственного водного реестра России относится к Западно-Каспийскому бассейновому округу, водохозяйственный участок реки — Терек от впадения реки Урсдон до впадения реки Урух. Речной бассейн реки — Реки бассейна Каспийского моря междуречья Терека и Волги.
Код объекта в государственном водном реестре — 07020000312108200003847.